# Alec Berg

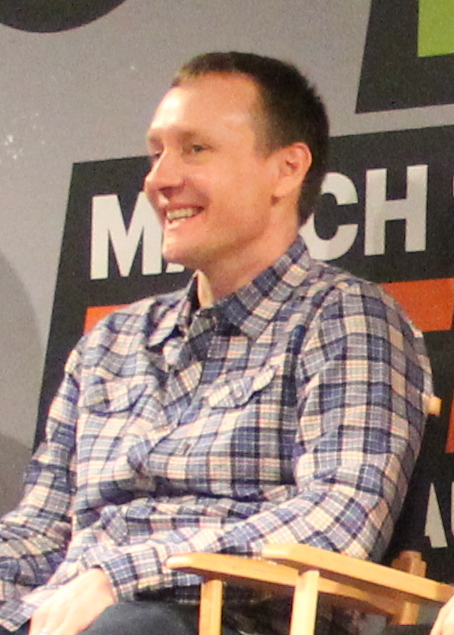
Alec Berg

Alec Berg is een Amerikaans televisieproducent, regisseur en scenarioschrijver. Hij werkt hoofdzakelijk mee aan komische series en films. Samen met Bill Hader bedacht hij de HBO-serie Barry (2018–).

## Carrière
Alec Berg brak in de jaren 1990 door als schrijver voor de populaire sitcom Seinfeld en de talkshow Late Night with Conan O'Brien. In de Seinfeld-aflevering "The Face Painter" (1995) is er een personage dat naar hem vernoemd werd.
In de daaropvolgende jaren werkte hij als producent en scenarist mee aan de komische series Curb Your Enthusiasm en Silicon Valley. Tussendoor schreef hij ook mee aan de komische films EuroTrip (2004) en The Dictator (2012).
In 2016 bedacht hij samen met acteur Bill Hader de komische misdaadserie Barry. De reeks wordt sinds 2018 uitgezonden door HBO. Berg schrijft, regisseert en produceert afleveringen voor de reeks.

## Filmografie

### Film
- The Cat in the Hat (2003)
- EuroTrip (2004)
- Shark Tale (2004)
- The Dictator (2012)

### Televisie
- Seinfeld (1994–1998)
- Late Night with Conan O'Brien (1994–2009)
- The Moxy Show (1995)
- Curb Your Enthusiasm (2005–)
- Clear History (2013) (tv-film)
- Silicon Valley (2014–2019)
- Barry (2018–)